# Gregorio Estrada Cobeña
Gregorio Estrada Cobeña (Madrid, 16 de setembre de 1951) és un exjugador de bàsquet espanyol. Amb els seus 2,06 metres d'alçària jugava en la posició de pivot. És el germà del també jugador de bàsquet Miguel Ángel Estrada.
Va començar a jugar a l'Estudiantes de Madrid. L'estiu de 1970 va fitxar pel Sant Josep de Badalona, on va jugar fins al 1973. Del Sant Josep va anar a jugar al FC Barcelona, on va jugar fins al 1977. La temporada 1977-78 jugà cedit al CB L'Hospitalet, i l'any següent tornà al Barça per jugar dues temporades més, en les quals guanyaria dues Copes del Rei (1979, 1980). L'any següent el jugaria al Valladolid, per tornar a Catalunya la temporada 1981-82 fitxant pel Joventut de Badalona. Les temporades 83-84 i 84-85 va jugar al RCD Espanyol, i en acabar se'n tornà al Valladolid.
Va ser internacional amb la selecció espanyola absoluta en vuit ocasions, disputant els Jocs Mediterranis de 1975 celebrats a Alger, i alguns partits amistosos.
Després de la seva retirada com a jugador en actiu passà a exercir funcions d'entrenador a les categories inferiors del F.C. Barcelona.